# منزل أوانسيان
منزل أوانسيان (بالفارسية: خانه آوانسیان) هو منزل تاريخي يعود إلى عصر القاجاريون، ويقع في رشت.